# The Scarecrow
The Scarecrow – trzeci studyjny album grupy muzycznej Avantasia, wydany został 25 stycznia 2008 roku nakładem Nuclear Blast. W ramach promocji do utworu "Carry Me Over" został zrealizowany teledysk.

## Lista utworów
Opracowano na podstawie materiału źródłowego.
1. "Twisted Mind" (6:14)
2. "The Scarecrow" (11:12)
3. "Shelter from the Rain" (6:09)
4. "Carry Me Over" (3:52)
5. "What Kind of Love" (4:56)
6. "Another Angel Down" (5:41)
7. "The Toy Master" (6:21)
8. "Devil in the Belfry" (4:42)
9. "Cry Just a Little" (5:15)
10. "I Don't Believe in Your Love" (5:34)
11. "Lost in Space" (3:53)

## Twórcy
Opracowano na podstawie materiału źródłowego.

- Tobias Sammet – śpiew, gitara basowa, produkcja
- Sascha Paeth – gitara, produkcja, miksowanie, mastering
- Eric Singer – perkusja
- Michael Rodenberg – mastering
- Alex Kuehr – zdjęcia
- Thomas Ewerhard – okładka, oprawa graficzna
- Roy Khan – śpiew w utworze nr 1
- Michael Kiske – śpiew w utworach nr 2, 3 i 5
- Bob Catley – śpiew w utworach nr 3 i 9
- Amanda Somerville – śpiew w utworach nr 5 i 11
- Alice Cooper – śpiew w utworze nr 7
- Oliver Hartmann – śpiew w utworze nr 10
- Jørn Lande – śpiew w utworach nr 2, 6 i 8
- Bob Catley – śpiew w utworze nr 4
- Eric Singer – śpiew w utworze nr 6
- Michael "Miro" Rodenberg – instrumenty klawiszowe, orkiestracje w utworach nr 1, 2, 4, 5, 6, 9, 11
- Henjo Richter – gitara w utworach nr 2, 3, 6, 7, 8
- Kai Hansen – gitara solowa w utworze nr 3
- Rudolf Schenker – gitara solowa w utworze nr 10